# Tượng đài Stalin (Berlin)

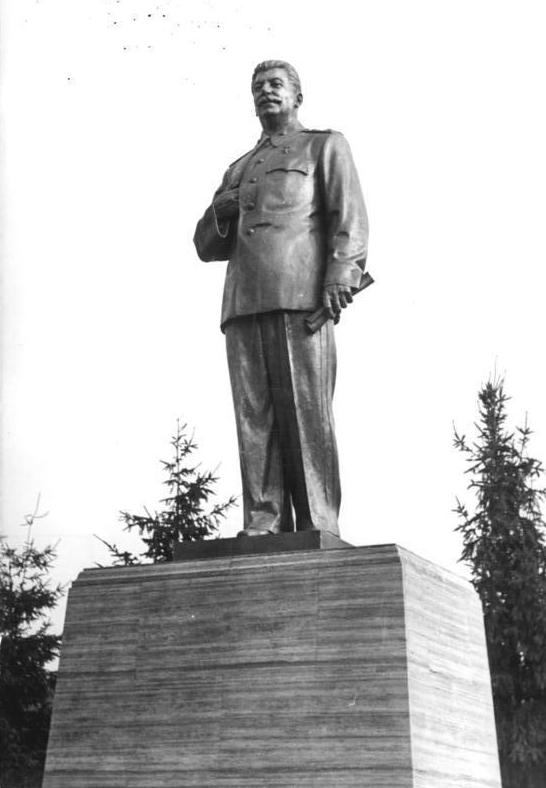
Tượng đài Stalin ở Berlin-Friedrichshain, 1951

Tượng đài Stalin ở Berlin là một bức tượng bằng đồng lớn hơn người thường của nhà lãnh đạo Liên Xô Josef Stalin. Tượng này có lẽ hình thành tại xưởng nhà điêu khắc Liên Xô Grigory Postnikov (Григорий Николаевич Постников, 1914-1978). Một phái đoàn đoàn thanh niên cộng sản Lenin đã tặng hội đồng thành phố Đông Berlin bức tượng này nhân lễ hội thế giới của Thanh niên và Sinh viên III năm 1951. Vào ngày 03 tháng 8 năm 1951, tượng đài khánh thành ở đường Stalin Allee, có tên này từ tháng 12 năm 1949, quận Friedrichshain. Sau Đại hội Đảng Cộng sản Liên Xô lần thứ 20 1956, khi tội ác của Stalin được tiết lộ, những người nắm quyền ở Liên Xô và những quốc gia "thân hữu"" dẹp hết những tượng đài tưởng niệm Stalin tại những nơi công cộng một vài năm sau đó. Tại Đông Berlin vào mùa thu 1961 tượng đài và bảng tên đường thình lình biến mất. Đường được đổi tên từ Alexanderplatz cho tới Frankfurter Tor thành Karl-Marx-Allee và từ đó tới cầu Lichtenberg thành Frankfurter Allee. Cả bệ tượng ngày hôm sau cũng được cho dời đi. Bức tượng đã bị cưa nhỏ, đồng được tạo những tượng mới trưng trong sở thú Berlin.

## Tượng đài Stalin ở các thành phố khác của Đông Đức
Ngoài ra ở các thành phố khác của DDR, các tượng đài cũng được dựng lên để tôn vinh Stalin tại các địa điểm tiêu biểu. Cho đến khi bắt đầu Phi Stalin hóa những chỗ này là những nơi nhà nước tổ chức lễ hội và biểu dương lực lượng. Sau đó những tượng đài này đã được gỡ bỏ một cách tương tự như tượng đài ở Berlin mà không có tranh luận công khai trước.
Ở Weimar cũng đã có một đài tưởng niệm Stalin ở phía đông của công trường mà bây giờ gọi là Weimarplatz.
Chính quyền thành phố Falkensee 1954/1955 có ủy nhiệm nhà điêu khắc địa phương Kurt Zobel thiết kế một bức tượng bán thân của Stalin và Lenin. Hai tác phẩm điêu khắc được làm bằng đá màu xám đen được đặt trên bãi cỏ đầu đường Stalin-Allee (bây giờ: Hansastrasse). Năm 1961 bán thân Stalin được lấy xuống khỏi tượng đài cao khoảng năm mét và đập nát. Sau đó một bức tượng bán thân của Karl Marx, cũng được làm từ xưởng của Kurt Zobel đã thay thế chỗ. Marx và Lenin đã được gỡ xuống vào năm 1990 và được đặt trên một bệ nhỏ mới tại sân của Bảo tàng Quê hương.